# Don Omar
William Omar Landrón Rivera (* 10. února 1978), profesionálně známý jako Don Omar, je portorický reggaetonový rapper, zpěvák, skladatel, hudební producent a herec. Někdy bývá označován pod přezdívkou El Rey, což španělsky znamená král.

## Životopis
Od začátku své kariéry vydal pět studiových alb. Hned první studiové album The Last Don z roku 2003 bylo úspěšné a získalo ocenění platinové desky a dočkalo se dalších dvou speciálních vydání. Druhé album King of Kings z roku 2006 bylo nejlépe hodnocené reggaetonové album a nejlépe umístěné v amerických hitparádách do té doby. Nejznámějším hitem tohoto alba je singl „Angelito“. Další známé singly jsou „Sexy Robotica“, Chosen a Virtual Diva z alba iDon (2009) a „“ a „Danza Kuduro“, Taboo z alba Meet the Orphans (2011). Nejnovějším albem je Meet The Orphans 2: New Generation z roku 2012.

## Diskografie

### Studiová alba
- The Last Don (2003)
- King of Kings (2006)
- iDon (2009)
- Meet the Orphans (2010)
- Don Omar Presents MTO²: New Generation (2012)
- The Last Don 2 (2015)
- The Last Album (2019)
- Forever King (2023)

### Koncertní alba
- The Last Don Live (2004)
- King of Kings: Live (2007)

### Kompilační alba
- Don Omar Presenta: Los Bandoleros (2005)
- Da Hitman Presents Reggaetón Latino (2005)
- Don Omar Presenta: Los Bandoleros Reloaded (2006)
- Don Omar Presenta: El Pentágono (2007)
- El Pentágono: The Return (2008)

## Zajímavosti o singlech

### Bandolero
V singlu Los Bandoleros mu hostoval jeho nejlepší kamarád, další reggaeton zpěvák Tego Calderon, který shodou okolností si s Donem Omarem zahrál v pár filmech akční filmové série Rychle a Zběsile.

### Virtual Diva
- Singl Virtual Diva zazněl jako soundtrack k filmu Rychle a Zběsile 4. Právě zde hrál Don Omar společně s Tegem Calderonem,ale bylo to jen takové malé cameo na začátku filmu. Song se uplatnil taky jako soundtrack ve hře GTA IV The Ballad Of Gay Tony. Na Youtube je taky prodloužená verze songu se singlem Chosen v jednom videoklipu, kde hrají oba singly pohromadě po sobě.

### How We Roll
Singl How We Roll zazněl ve filmu Rychle a Zběsile 5, jenž se odehrával v Brazílii, song hrál i na konci v závěrečných titulkách.

### Danza Kuduro
Píseň Danza Kuduro byl nejlepší singl jaký kdy Don Omar vydal. Objevil se jako soundtrack v Rychle a zběsile 5, kde samotný Don Omar hrál s Tegem Calderonem komickou dvojici Rica a Tega.

### Taboo
Singl Taboo má melodii ze staré Lambady od Kaomy.
Don Omar klip k songu stihl natočit v Brazílii, během doby jak se tam natáčelo Rychle a Zběsile 5 kde hrál.

## Filmografie

### Los Bandoleros
Don Omar společně se svým kámošem Tegem Calderonem se proslavil hlavně díky roli v pár dílech akční filmové série Rychle a zběsile.
Chronologicky poprvé se napřed objevili v krátkém 20 min filmu Los Bandoleros, který sloužil jako prequel k následujícímu filmu Rychle a zběsile 4.
Film se odehrává v Dominikánské republice, kam se po událostech z prvního dílu uchýlil Dominic Toretto. Už tam nějaký ten pátek žije a ukrývá se u svého starého známého Rica Santose (Don Omar). Pomůže mu jeho kamaráda Tega Lea (Tego Calderon) dostat z vězení, získá si tak jejich přízeň a stanou se oba součástí Torettova týmu v Dominikánské republice.

### Rychle a zběsile 4
Pak se Don Omar společně s Tegem objeví na začátku Rychle a zběsile 4, jak pomůžou Torettovi a jeho týmu ukrást cisternu. Ve filmu mají jen malé cameo na začátku, poté se tam už neobjeví.

### Rychle a zběsile 5
Pak se objeví v následujícím dílu jak jsou Dominicem Torettem svoláni do Ria do Brazílie aby jemu a jeho týmu pomohli ukrást trezor z brazilské banky jednoho bohatého magnáta. V tomhle filmu má tahle dvojice více prostoru, jsou tam více vidět, často se tam předvádějí jako vtipná komická dvojka.

### Rychle a zběsile 8
Po dlouhé době se komická dvojka objevila i v tomhle filmu, kde však měli jen malé cameo na pár sekund.

### Rychle a zběsile 9
I v tomhle filmu bohužel nedostal moc prostoru, objevil se jen na konci během pár vteřin, jak měli Toretto a jeho parta grilovačku,ale jeho parťák Tego Leo tam vidět není, pouze se Santos o něm zmínil, že si v New Yorku otevřel soukromou restauraci.